# Московски архитектурен институт
Московски архитектурен институт е висше учебно заведение в руската столица Москва.

## История
През 1804 се създава Кремлевско училище, което впоследствие се превръща в Московско дворцово архитектурно училище.
Московския архитектурен институт е основан през 1933 година. Институтът наследява традициите на Московската архитектурна школа, която е създадена през 1749 от княз Д. Ухтомским.. Институтът си с ЮНЕСКО относно акредитацията и британския съюз на архитектите.

## Структура
- Факултет Обща подготовка
- Факултет Повишаване на квалификация
- Факултет Бакалавър
- Факултет Магистратура и Аспирантура

## Ръководство
- Ректор – Дмитрий Швидковски